# Vélodrome Minsk-Arena
 (avril 2025).
Le Vélodrome Minsk-Arena (en biélorusse : Веладром Мінск-Арэны) est un vélodrome situé à Minsk en Biélorussie. Il fait partie d'un complexe sportif comprenant la Minsk-Arena.
Ouvert en décembre 2008, le vélodrome a une capacité de 2 000 spectateurs.
Propriété de la ville de Minsk, le vélodrome a été conçu par le cabinet d'architectes Schuermann et Belgos Projekt.

## Évènements
- Championnats d'Europe de cyclisme sur piste juniors et espoirs 2009
- Championnats du monde de cyclisme sur piste 2013
- Coupe du monde de cyclisme sur piste 2017-2018